# Хорка на Ваху
Хорка на Ваху (слч. Hôrka nad Váhom) насељено је мјесто са административним статусом сеоске општине (слч. obec) у округу Ново Место на Ваху, у Тренчинском крају, Словачка Република.

## Становништво
| Година:    | 1994. | 2004.   | 2014.   | 2024.   |
| ---------- | ----- | ------- | ------- | ------- |
| Број људи: | 703   | 680     | 732     | 789     |
| Разлика:   |       | -3,27 % | +7,64 % | +7,78 % |

| Година:    | 2023. | 2024.   |
| ---------- | ----- | ------- |
| Број људи: | 794   | 789     |
| Разлика:   |       | -0,62 % |

Према подацима о броју становника из 2024. године насеље је имало 789 становника.